# Sojina omaka
Sojina omaka (Shōyu)  je vzhodnoazijska začimbna omaka, ki se izdeluje iz vode, sojinih zrn, žit in soli.
Sojina zrna zmeljejo, skuhajo in pomešajo z namočenimi zdrobljenimi zrni riža in pšenice, ki so pomešani s plemenito plesnijo Aspergillus oryzae. Po dveh letih nastane temna, aromatična tekočina, ki se nato prečisti preko filtra.
Glede na državo izdelave, postopek izdelave in dodane začimbe se sojine omake razlikujejo. Kitajska je gosta in slana, indonezijska redka in sladka, japonska po navadi redka in slana.
Spada med najstarejše začimbne omake. V 16. stoletju se je z dodatkom žit razvila v današnjo obliko. Nizozemski trgovci so jo v 17. stoletju prinesli v Evropo. 
Sojina omaka je univerzalna omaka za slane jedi in se previdno dozirana lahko dodaja tudi jedem ostalih nacionalnih kuhinj.
Na Japonskem se izdeluje 6 vrst sojine omake:
- Koikuči šōju, standardna sojina omaka iz 50 % soje in 50 % pšenice
- Usukuči šōju, svetla omaka, bolj slana, kratka doba zorenja
- Tamari, fermentirana sojina omaka temne barve, v celoti iz soje, se dobro ujema s sašimijem
- Saišikomi šōju, dvakrat obdelana, zelo močna, predvsem za suši in sašimi
- Širo šōju, bela sojina omaka, izdelana pretežno iz pšenice
- Kanro Šōju, izdeluje se v Janai v provinci Jamaguči

Ker traja tradicionalen postopek zelo dolgo, je živilska industrija razvila postopke za pospešitev procesa, ki pa imajo negativen vpliv na okus. Kljub temu danes izdelajo le 1 % sojine omake na tradicionalen način.